# Замельничная
Замельничная — река в России, протекает в Александровском районе Пермского края. Устье реки находится в 185 км по правому берегу реки Яйва. Длина реки составляет 11 км.
Исток реки на холмах предгорий Северного Урала в 8 км к северу от деревни Верх-Яйва. Река течёт на юг и юго-запад среди холмов, покрытых таёжным лесом. Характер течения — горный. Приток — Северная (правый). Жилых деревень на реке нет. Впадает в Яйву ниже деревни Верх-Яйва.

## Данные водного реестра
По данным государственного водного реестра России относится к Камскому бассейновому округу, водохозяйственный участок реки — Кама от города Березники до Камского гидроузла, без реки Косьва (от истока до Широковского гидроузла), Чусовая и Сылва, речной подбассейн реки — бассейны притоков Камы до впадения Белой. Речной бассейн реки — Кама.
Код объекта в государственном водном реестре — 10010100912111100007161.